# Lục Phong
Lục Phong (chữ Hán giản thể: 陆丰市, âm Hán Việt: Lục Phong thị) là một thành phố cấp phó địa thuộc địa cấp thị Sán Vĩ, tỉnh Quảng Đông, Cộng hòa Nhân dân Trung Hoa. Thành phố Lục Phong có diện tích 11.681 km², chiều dài bờ biển 116,5 km, diện tích mặt biển 12.560 km2, dân số năm 2001 là 1,5 triệu người. Mã số bưu chính của thành phố Lục Phong là 516500, mã vùng điện thoại 0660. Chính quyền thành phố Lục Phong đóng ở nhai đạo Đông Mai.